# Drei-Kaiser-Treffen
Das Dreikaisertreffen bezeichnet folgende Ereignisse:

## 1872

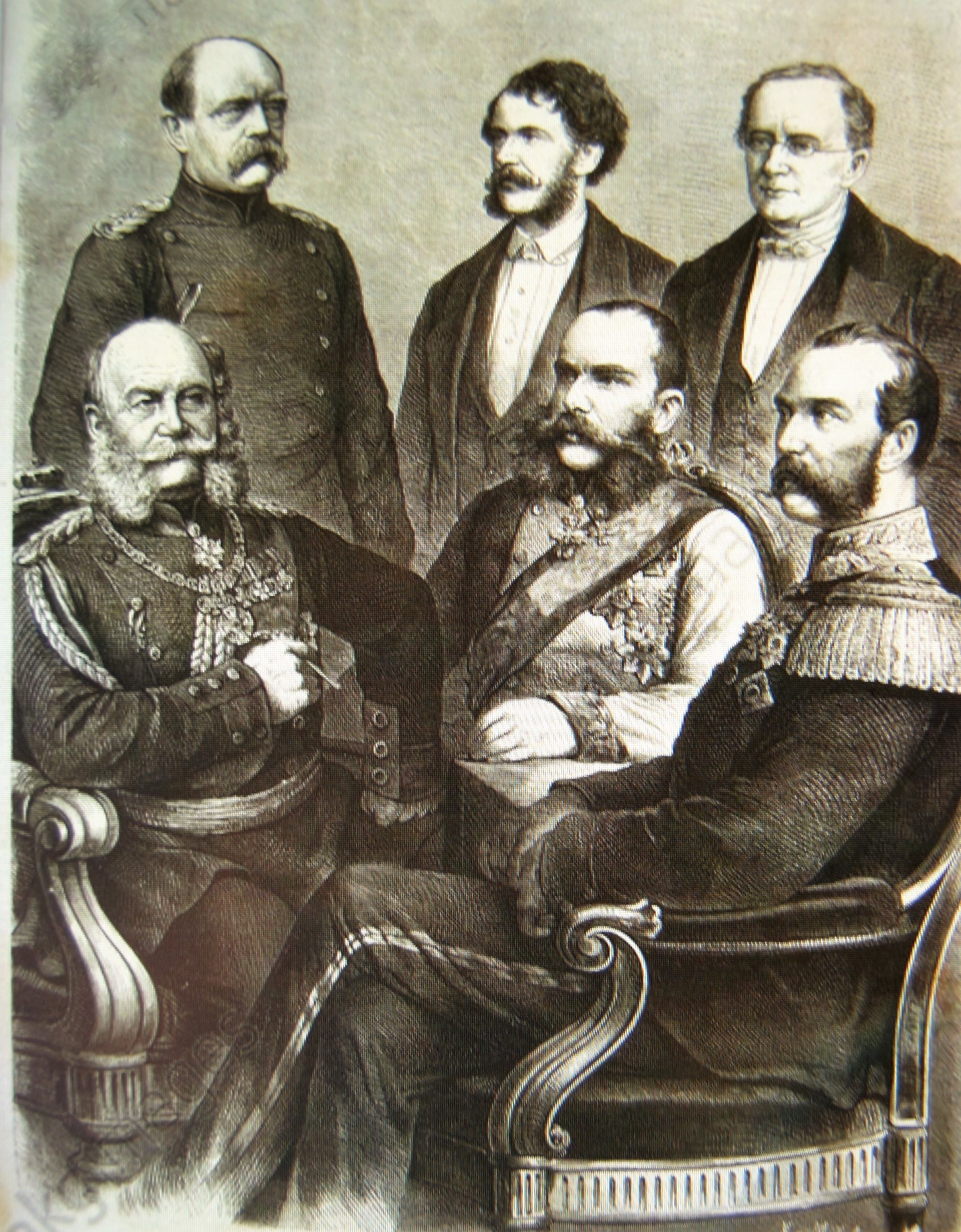
Dreikaisertreffen im Antilopenhaus in Berlin vom 5. September bis 11. September 1872. Von links nach rechts sitzend: Wilhelm I., Franz Joseph I. und Alexander II. Von links nach rechts stehend: Bismarck, Andrássy und Gortschakow.

Vom 6. bis 11. September 1872 kam es zwischen dem österreichisch-ungarischen Monarchen Franz Joseph I., dem deutschen Kaiser Wilhelm I. und dem russischen Zaren Alexander II. in Berlin zu einem Zusammentreffen, das als politische Demonstration der Zusammenarbeit der Kaisermächte Osteuropas gedacht war (Dreikaiserverhältnis).
Hinter den Kulissen kam es während dieses Treffens zu den eigentlichen politischen Gesprächen zwischen den leitenden Staatsmännern Otto von Bismarck, Gyula Andrássy und Fürst Alexander Michailowitsch Gortschakow.
Dabei ging es im Wesentlichen um gemeinsame Maßnahmen zur Unterdrückung der revolutionären Bewegung, die Stellung zum republikanischen Frankreich und eine russisch-österreichische Verständigung über den Status quo auf dem Balkan.
Während dieses Treffens wurden keine schriftlichen Abmachungen getroffen; allerdings brachte Bismarck seine außenpolitischen Pläne ein gutes Stück der Verwirklichung näher und bereitete somit das Dreikaiserabkommen von 1873 vor.

## 1884

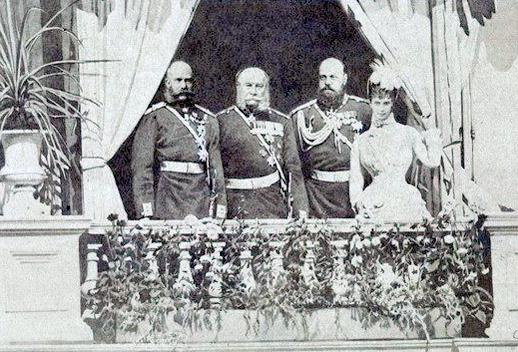
Dreikaisertreffen am 17. September 1884 in Skierniewice. Von links nach rechts auf dem Balkon: Franz Joseph I., Wilhelm I., Alexander III. und Maria Fjodorowna.

Das Dreikaisertreffen von 1884 bekräftigte im Dreikaiserbund letztmals das nach 1871 verwirklichte Dreikaiserverhältnis.
So kam es im September 1884 in Skierniewice zu einem Zusammentreffen der Kaisermächte Osteuropas unter dem deutschen Kaiser Wilhelm I., dem österreichisch-ungarischen Monarchen Franz Joseph I. und dem russischen Zaren Alexander III., an dem auch Bismarck und die Außenminister Österreich-Ungarns und Russlands teilnahmen.
Es gelang den drei Kaisermächten nicht, die durch die andauernde österreichisch-russische Balkanrivalität verstärkten Gegensätze im Dreikaiserbund während dieses Treffens zu überwinden, womit es ohne nachhaltigen Erfolg blieb.